# Sakja
Sakja (tyb.: ས་སྐྱ་, Wylie: sa skya, ZWPY: Sa’gya) – jedna z czterech głównych tradycji buddyzmu tybetańskiego.
Tradycja tej szkoły wywodzi się z Indii, przede wszystkim od Wirupy, który był pierwszym człowiekiem propagującym najbardziej charakterystyczne dla tej tradycji nauki Lamdre „ścieżki i owocu” (tybetański lam 'bras). Drugim źródłem pochodzenia sakji jest przekaz tantry Wadżrakilaja pochodzący od Padmasambhawy, gdyż zanim otrzymano przekaz Lamdre praktykowano w linii przekazu również owe unikatowe nauki ningma. Ponadto sakja otrzymuje unikatowy przekaz Wadżrajogini, który w odróżnieniu od szkoły Kagju nie pochodzi od Marpy Tłumacza, ale od „dwóch braci z Phamthingpa” Jigme Dragpa i Ngawang Dragpa, którzy praktykowali u mahasiddy Naropa w Indiach. Przekaz ten utrzymuje dziś również szkoła gelug.
Tradycja sakjapów w Tybecie rozpoczyna się od założenia klasztoru w okolicy zwanej Sakja, w prowincji Tsang. Nazwa ta dosłownie oznacza „szara ziemia”, ponieważ taki kolor miała ziemia w tamtej okolicy, co interpretowano jako pomyślny znak. Klasztor Sakja został założony w 1073 roku przez Gönczoka Gjelpo (1034–1102), a wraz z późniejszym dojściem do władzy linii sakjapów stał się on jednym z największych klasztornych ośrodków w Tybecie. Gönczok Gjelpo był uczniem tłumacza Drokmiego, który z kolei podróżował do Indii i studiował sanskryt u Śantipy, jednego z większych mistrzów tamtych dni, autora komentarza do tantry Hewadżra. Drokmi sprowadził tę tantrę do Tybetu i przetłumaczył ją. Później stała się ona podstawowym tekstem tantrycznych praktyk sakjapów.

## Pięciu Wielkich Mistrzów
Pięciu nauczycieli dharmy znanych jako Pięciu Wielkich Mistrzów (tyb. Dzietsun Gongma Nga) zajmuje szczególne miejsce w historii szkoły sakja:
„trzech białych mistrzów” (praktykujących jako ludzie świeccy):
- Kunga Nyingpo (1092–1158)
- Sonam Tsemo (1142–1182)
- Drakpa Gyaltsen (1174–1216)

oraz „dwóch czerwonych mistrzów” (będących mnichami):
- Kunga Gyaltsen (znany jako Sakja Pandita) (1182–1251)
- Czogjal Pagpa (1235–1280)

## Rodzina Khon
Linia przekazu szkoły sakja utrzymuje się po dziś dzień dzięki królewskiej rodzinie „Khon” reinkarnowanych lamów (tyb. tulku). Obecnym duchowym przywódcą sakji jest „Dzierżawca Tronu Sakja” z rodziny Khon J.Ś. Sakja Trizin Ngawang Kunga Tegchen Palbar Samphel Wanggi Gyalpo, 41 z Sakja Trizinów. Jednym z najwybitniejszych nauczycieli szkoły sakja jest również starsza siostra J.Ś. Sakja Trizina J.E. Jetsun Kushok Chimey Luding. J.Ś. Sakja Trizin, jak i J.E. Jetsun Kushok znani są z przekazu nauk i inicjacji Lamdre związanych z jidamem Hewadżra, przekazu nauk i inicjacji kalaczakry, Wadżrajogini, Wadżrabhajrawy i Wadżrakilaji. Są to główne formy medytacyjne jidam związane z tantrami Jogi Najwyższej w tej szkole. Szkoła sakja ponadto jest znana z ortodoksyjnego podejścia do nauk madhjamaki oraz że uznaje przekaz mahamudry pochodzący tylko z nauk tantr.

## Tradycje ngor i tshar
W późniejszych wiekach w obrębie tradycji sakja wyłoniły się dwie podszkoły. Pierwszą z nich była tradycja ngor, którą założył pod koniec XIV stulecia mistrz Ngorczen Kunga Zangpo. Nazwa szkoły pochodzi od ufundowanego przez niego klasztoru, który znajduje się południowo-zachodnim Tybecie, w pobliżu Sakja i Tashilhunpo. Z tradycji ngor wywodzi się wielu znakomitych uczonych, na przykład wielki Ngorczen Konczog Lhundrup, który jest autorem bardzo istotnych wyjaśnień do cyklu „Ścieżka i Rezultat” oraz tekstów wielu inicjacji i praktyk. Obecnym zwierzchnikiem szkoły ngor jest Luding Khenczen Rinpocze.
Drugą podszkołą jest tsharpha założona przez mistrza Tsharczen Losala Gjamtso (1496-1560). Był on z początku mnichem gelugpy, który przeszedł do tradycji sakja i stał się uczniem Doringpy. Otrzymał od niego pełny przekaz praktyk. Po studiach w klasztorze Nalendra w centralnym Tybecie, który należał do tradycji sakja, założył on własną linię sakja, która od jego imienia nosi nazwę tsharpa. Jej centrum znajduje się właśnie w klasztorze Nalendra, a tsharpowie słyną szczególnie ze swojego mistrzostwa w praktykach Diamentowej Drogi. Obecnym zwierzchnikiem szkoły tshar jest Czogje Triczen Rinpocze.
Szkoły tshar i ngor przetrwały obok głównego nurtu sakja do dzisiaj, a wzajemne oddziaływanie tych trzech linii decyduje o charakterze szkoły sakja.

## Wielka madhjamaka szkoły sakja
W tradycji sakja istnieje unikatowe podejście do nauk madhjamaki. Sakja uważa siebie wręcz za jedyną szkołę, która dziedziczy oryginalne i niezmienione podejście do nauk o „pustości” i naturze Buddy, takie jakie istniało za czasów wielkiej świetności buddyzmu w Indiach. Owe podejście nazwane jest „Wolnością od Skrajności” (tybetańska nazwa spros bra). Kiedy się rozpatruje dzieła Dzietsyna Drakpa Gyaltsen, np. „Wielką Pieśń Doświadczenia”, jasno widać, że to ta Wielka madhjamaka, która jest błogością poza splamieniami, ponieważ nie jest osądem. Największy scholastyk sakja Sakja Pandita Kunga Gyaltsen w swoim dziele „Ornament Intencji Mandziuśriego” opisuje, że to podejście kompleksowej „Trzeciej” madhjamaki (w odróżnieniu od nauczanych przez inne szkoły swatantriki i prasangiki), która jako autentyczna jest zgodna z prawdziwą intencją Nagardżuny.